# Комагена
Краљевство Комагена (грчки: Βασίλειον τῆς Kομμαγηνῆς, јерменски: Կոմմագենեի թագավորություն) је било древно јерменско краљевство у хеленистичком периоду. Комагена се простирала око древног града Самосата који је био престоница Краљевства.

## Историја
Комагена је највероватније добила назив по старом називу за Самосату, Кумух. Краљевство је било тампон држава између Јерменије, Партије, Сирије и Римске републике. Владари Комагене били су сродници јерменских краљева из династије Оронтида. Територија Краљевства одговара површини данашњих турских вилајета Адијамана и Газијантепа. Мало је познато о Комагени пре почетка 2. века п. н. е. Комагена је била једна од Сиријско-хетитских држава. Кумух се први пут помиње у асирских текстовима. Краљ Саргон II освојио ју је 708. године п. н. е. У 6. веку п. н. е. Комагена је у саставу Ахеменидског царства све док Александар Македонски у 4. веку п. н. е. Након распада Александровог царства, Комагена је ушла у састав грчко-сиријског Селеукидског царства. Хеленистичка Комагена граничила се са Киликијом на западу и Кападокијом на северу. Око 162. године п. н. е. сатрап Птолемеј је искористио смрт селеукидског владара Антиоха IV Епифана да се избори за независност. Птолемејева династија била је у сродству са партијским краљевима преко Митридата I Калиника који се оженио грчко-сиријском принцезом Лаодиком VII Теом. Митридат Калиник је прихватио јерменско сизеренство током владавине Тиграна II Великог. Митридатов и Лаодикин син, Антиох I Теос од Комагене владао је државом од 70. до 38. године п. н. е. Антиох је био савезник Помпеја у рату против Митридата VI од Понта (64. п. н. е). За узврат, Римска република признала је Комагени независност. Након смрти комагенског краља Антиоха III (17. година н. е.) цар Тиберије је анектирао Комагену и прикључио је провинцији Сирији.
Цар Калигула је 38. године обновио независност Краљевства постављајући на престо Антиоха IV, сина последњег краља. Антиохово краљевство је била клијентска држава Римског царства. Калигула је исте године збацио Антиоха који се на престо враћа тек након цареве погибије и доласка Клаудија на власт (41). Антиох је верно служио Римљанима. Учествовао је у Партском рату (54—64). У Години четири цара подржавао је Веспазијана, а помогао је и његовом сину Титу у гушењу Јудејског устанка (опсада Јерусалима). Владао је до 72. године када је цар Веспазијан коначно укинуо Краљевство и прикључио га територији Сиријске провинције. Гувернер Луције Цезеније Пет оптужио је Антиоха за склапање завере са Партима. Антиох је побегао у Партију одакле је писмом убедио цара да је невин. Веспазијан му је дозволио да се врати у Царство, али га није вратио на престо. Антиох је наставио живети у Спарти, а касније и у Риму.

## Краљеви Комагене
- Птолемеј I (163-130. п. н. е.)
- Сам II Теозеб Дикај (130-109. п. н. е.)
- Митридат I Калиник (109—70. п. н. е.)
- Антиох I Теос (70-38. п. н. е.)
- Митридат II (38-20. п. н. е.)
- Митридат III (20-12. п. н. е.)
- Антиох III (12. п. н. е. — 17. н. е.)
- Римска власт (17—38)
- Антиох IV (38—72)